# Xinlin (socken i Kina, Jiangsu)
Xinlin (kinesiska: 新林, 新林乡) är en socken i Kina. Den ligger i provinsen Jiangsu, i den östra delen av landet, omkring 210 kilometer öster om provinshuvudstaden Nanjing.
Genomsnittlig årsnederbörd är 1 284 millimeter. Den regnigaste månaden är juli, med i genomsnitt 239 mm nederbörd, och den torraste är januari, med 34 mm nederbörd.